# 小行星11849
小行星11849（11849 Fauvel）是一颗绕太阳运转的小行星，为主小行星带小行星。该小行星于1988年2月15日发现。

## 轨道参数
小行星11849的轨道半长轴为2.6182464 UA，离心率为0.199。